# Charles Tulasne
Pour les articles homonymes, voir Tulasne.
Charles Tulasne est un mycologue et un médecin français, né le 5 septembre 1816 à Langeais et mort le 28 août 1884 à Hyères.

## Biographie
Il reçoit son doctorat de médecine en 1840 et exerce la médecine à Paris jusqu’en 1854. Après cela, il travaille avec son frère aîné Edmond Tulasne (1815-1885) dans le domaine de la mycologie.
Outre leur travail sur la classification et l’étude des champignons, les deux frères publient de nombreuses publications scientifiques. Charles Tulasne est connu pour ses excellentes illustrations, notamment celles parues dans Selecta Fungorum Carpologia en trois volumes. Au regard de la qualité de sa production, Charles Tulasne fut parfois qualifié de l’Audubon des champignons.

## Œuvres
- Avec Edmond Tulasne, “Fungi hypogaei” Histoire et monographie des champignons hypogés (F. Klincksieck, Paris 1851, réédité en 1970 par Asher, Nevada). (les Lycoperdacées)
- Avec Edmond Tulasne, Selecta fungorum carpologia trois volumes, Paris, 1861-1865. (Lire en ligne : Volume 1, 2, 3)